# Вулканічне поле Сан-Хуан

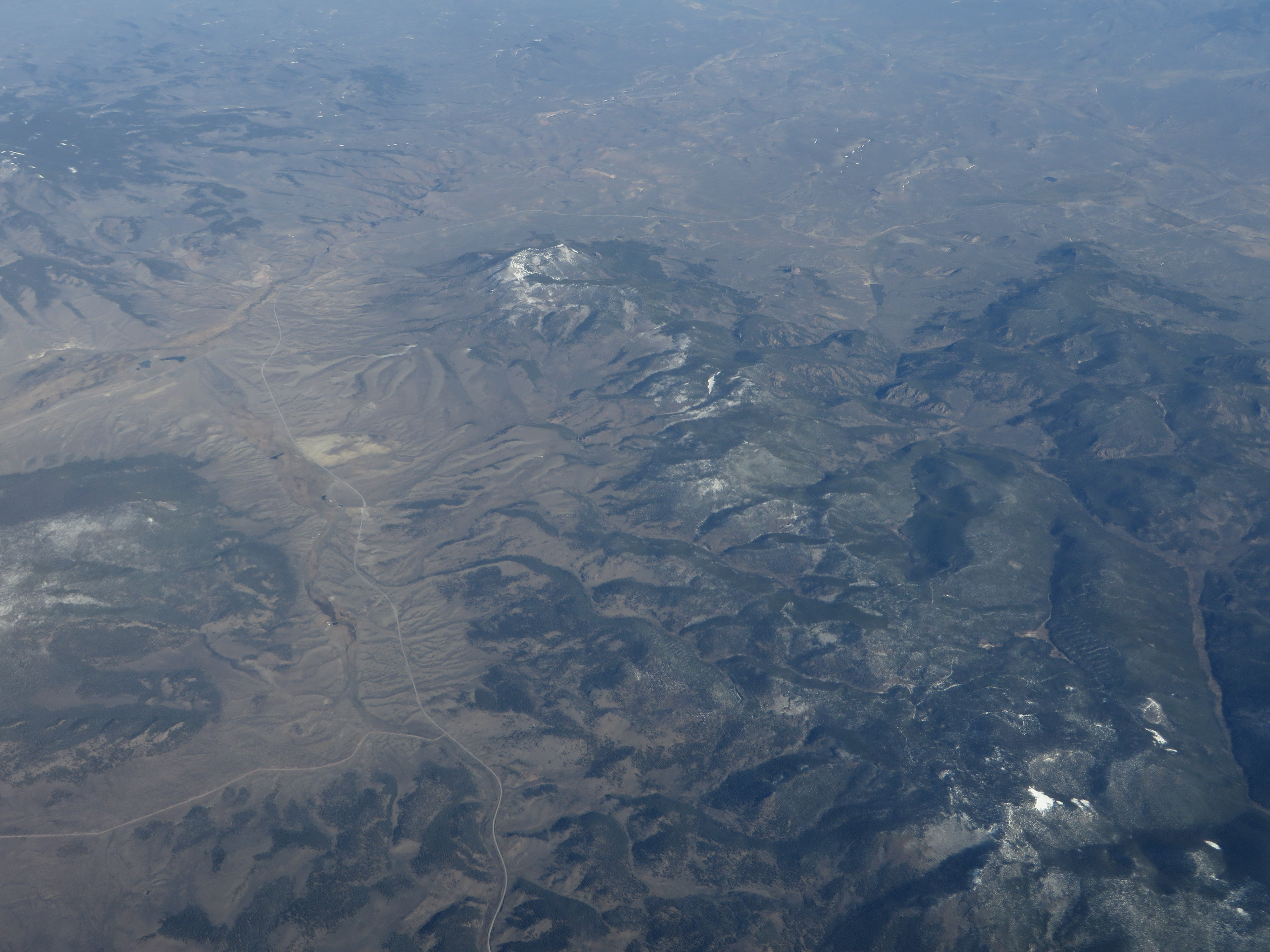
Вид з висоти пташиного польоту на шосе штату Колорадо 114 біля купола Кочетопа та пагорбів Кочетопа

Вулканічне поле Сан-Хуан (англ. San Juan volcanic field) — частина гір Сан-Хуан, які розташовані в межах Південних Скелястих гір на південному заході штату Колорадо, США. Дана формація складається в основному з вулканічних порід, які утворюють найбільший залишок великого складеного вулканічного поля, що покривало більшу частину південних Скелястих гір в середньотретинний геологічний час. Поле було найбільш активним протягом третинного періоду (35-25 млн років тому) і призвело до відкладення ~ 40 000 км3 проміжного кремнієвого вулканічного матеріалу. Багато з цих вулканів зазнали колапсу кальдери, що призвело до утворення від п'ятнадцяти до вісімнадцяти вулканів-кальдер у цьому регіоні Втім, ця цифра не остаточна.

## Детально
Вулканічне поле Сан-Хуан пережило дві фази вулканізму.
Більш ранній вулканізм мав місце в олігоценовий вік палеогенового періоду ~ 35-30 млн років тому. Він утворив в основному лави і брекчії проміжного складу, а також туфи попелу, що відображають диференціацію первісної магми. Проміжні вулканічні породи прекальдери включають формацію Конехос у південно-східній частині поля. Проміжний вулканізм не припинився з виверженнями кальдер і включав такі об'ємні проміжні вулканічні породи, як андезит Уерто.
Пізніший вулканізм відбувався від міоцену до пліоцену в епоху неогену між 30–24 млн років тому. Він характеризувався бімодальним вулканізмом, що утворював як лужні потоки з низьким вмістом кремнезему, так і ріоліти з високим вмістом кремнезему. Зазвичай його трактують як часткове розплавлення нижньої частини кори, яка вивергнулася на поверхню.
Ці кремнієві виверження шару попелу утворили 25 ігнімбритових листів (Lipman, 2000, 2007; Ліпман і Макінтош, 2008; Lipman & Bachmann, 2015) загальним об'ємом більше ніж 5000 км3. Пізніше вулканічна активність знизилася і перейшла в бімодальні композиції з трахібазальтами і ріолітами формації Хінсдейл, що відображає розширення рифту Ріо-Гранде у період ~ 26 млн років (Lipman et al., 1970; Lipman, 2000).
Дев'ять основних зольно-потокових листів були отримані в центральній частині ВПСХ всього в межах ~ 2 млн років (Lipman & McIntosh, 2008). Найстарішим є масонський парковий туф, гомогенний дацит (40Ar/39Ar: Lipman & McIntosh, 2008; Lipman & Bachmann, 2015) віком 28,7 млн років. Згодом Туф Фіш-Каньйон вивергався 28.02 млн років тому в тому ж місці (40Ar/39Ar: Lipman & McIntosh, 2008). Масонський парковий туф виробив ~ 5000 км3 туфу і сформував кальдеру Ла-Гаріта з площею ~ 35 х 75 км (рис. 1b) (Lipman et al., 1996; Lipman, 2000). Цей ігнімбрит багатий на фенокристи (~45 %) і має мінеральну сукупність плагіоклазу, санідину, кварцу, рогової обманки, біотиту, титаніту, апатиту, циркону, магнетиту, ільменіту та інтерстиціального ріолітового скла (76,7–77,7 мас.% SiO2) (Bachmann et al., 2002).
У інтракальдері Туф Фіш-Каньйон виявлені голокристалічні гранодіоритові ксеноліти з мінеральним і цільним складом гірських порід, еквівалентним Туф Фіш-Каньйон (Bachmann et al., 2002). Ці характеристики свідчать про те, що Туф Фіш-Каньйон був плутоноподібною кашою, ремобілізованою теплом і водою знизу (Bachmann et al., 2002; Bachmann & Bergantz, 2003). Хоча Туф Фіш-Каньйон вважається гомогенним за всією шкалою гірських порід (65,4–68,8 мас.% з варіацією SiO2 <5 мас.%; Bachmann et al., 2002), вона неоднорідна в мінеральному масштабі. Наприклад, гранофіра зустрічається тільки в туфі, відкладеному в північній частині кальдери (Lipman et al., 1997). Численні мінерали (плагіоклаз, санідин, амфібол, титаніт) демонструють зональність і зміну складу вздовж країв, які зазвичай інтерпретуються як вказівка на передвивержене повторне нагрівання (Schmitz & Bowring, 2001; Bachmann et al., 2002; Бахман і Дунган, 2002; Ackerson, 2011).

## Економічне значення
Вулканічне поле Сан-Хуан було історично важливим гірничодобувним районом, де видобули свинець, цинк, мідь, золото та срібло. Руди в основному відкладалися в кальдерах і поблизу них, які зазнали значної посткальдерної активності. Рудні жили були зосереджені в тріщинах, пов'язаних з діяльністю кальдери, і в посткальдерних інтрузивних тілах. Найбільша мінералізація відбувалася поблизу наймолодших і кремнієвих інтрузій кожного циклу кальдери.